# Zosterops uropygialis
Zosterops uropygialis là một loài chim trong họ Zosteropidae.